# Opuntia pampeana
Opuntia pampeana ist eine Pflanzenart in der Gattung der Opuntien (Opuntia) aus der Familie der Kakteengewächse (Cactaceae). Das Artepitheton pampeana verweist auf das Vorkommen der Art in der argentinischen Pampa.

## Beschreibung
Opuntia pampeana bildet Polster mit aus drei bis fünf Triebabschnitten bestehenden Zweigen. Die glauken, länglichen bis lanzettlichen bis ellipsoiden Triebabschnitte sind 12 bis 15 Zentimeter lang, 8 bis 9 Zentimeter breit und bis zu 2,5 Zentimeter dick. Die länglichen Areolen sind weißlich und befinden sich auf leichten Höckern. Die ein bis drei nadeligen, weißlichen Dornen sind 2 bis 4 Zentimeter lang. 
Die zahlreichen gelben bis etwas rosafarbenen Blüten erscheinen entlang der Ränder der Triebabschnitte und erreichen einen Durchmesser von 4 bis 5 Zentimeter. Die fast kugelförmigen, roten Früchte weisen eine Länge und einen Durchmesser von bis 2 Zentimeter auf.

## Verbreitung und Systematik
Opuntia pampeana ist in den argentinischen Provinzen Santiago del Estero, Santa Fe, La Pampa und Buenos Aires in Höhenlagen von bis zu 500 Metern verbreitet.
Die Erstbeschreibung durch Carlos Luis Spegazzini wurde 1896 veröffentlicht. Ein nomenklatorisches Synonym ist Opuntia sulphurea var. pampeana (Speg.) Backeb. (1958).

## Nachweise